# Nikola Plećaš
Nikola Plećaš (in serbo Никола Плећаш?; Bruvno, 10 gennaio 1948) è un ex cestista e allenatore di pallacanestro jugoslavo di etnia serba, dal 1991 croato.

## Palmarès

### Giocatore
- Coppa di Jugoslavia: 1

Lokomotiva Zagabria: 1969
- Coppa Korać: 1

Lokomotiva Zagabria: 1972